# Michael Hofmann
Michael Hofmann (Friburgo, 25 de agosto de 1957) es un poeta, traductor y crítico literario alemán. En 1994 fue incluido en la Nueva Generación de Poetry Book Society.

## Biografía
Hofmann nació en Friburgo de Brisgovia en una familia con tradición literaria. Su padre fue el novelista alemán Gert Hofmann y su abuelo materno editó la Enciclopedia Brockhaus. La familia de Hofmann se mudó primero a Bristol en 1961 y luego a Edimburgo. Estudió en el Winchester College, y luego estudió literatura inglesa y Estudios clásicos en el Magdalene College de Cambridge, graduándose en 1979.   Durante los siguientes cuatro años realizó estudios de posgrado en la Universidad de Ratisbona y en el Trinity College de Cambridge.
En 1983, Hofmann comenzó a trabajar como escritor, traductor y crítico literario. Ha sido profesor visitante en la Universidad de Míchigan, Universidad Rutgers, The New School, Barnard College y Universidad de Columbia, lo fue también en la Universidad de Florida, adonde llegó en 1990 y en 1994 se unió a la facultad como profesor contratado. Pasó a profesor a tiempo completo en 2009. En 2008, Hofmann fue poeta residente en el estado de Queensland, en Australia. 
Hofmann tiene dos hijos, Max (1991) y Jakob (1993).  Divide su tiempo entre Hamburgo y Gainesville (Florida). 

## Honores
Hofmann recibió el premio Cholmondeley en 1984 por Noches en el Hotel de Hierro y el premio Memorial Geoffrey Faber en 1988 por Acrimony.  Ese mismo año recibió también el premio Schlegel-Tieck por su traducción de El contrabajo, de Patrick Süskind. En 1993 recibió nuevamente el premio Schlegel-Tieck por su traducción de Muerte en Roma, de Wolfgang Koeppen.
En 1999, Hofmann recibió el premio de Traducción del PEN/Book-of-the-Month Club por su traducción de El collar de perlas de Joseph Roth .  En 2000, Hofmann fue seleccionado como destinatario del Premio de Traducción Helen y Kurt Wolff por su traducción de la novela Rebelión de Joseph Roth ( Die Rebellion ).  En 2003 recibió otro Premio Schlegel-Tieck por su traducción de La suerte de su padre,  y en 2004 fue galardonado con el Premio de Traducción Oxford-Weidenfeld por su traducción de La tormenta de acero de Ernst Jünger .  En 2005, Hofmann recibió su cuarto Premio Schlegel-Tieck por su traducción de El órgano de Stalin de Gerd Ledig.  Hofmann fue juez del Premio de poesía Griffin en 2002, y en 2006 fue incluido en la lista internacional de finalistas del Griffin por su traducción de Cenizas para el desayuno (Ashes for Breakfast), de Durs Grünbein . 
Hoffman fue elegido miembro de la Royal Society of Literature en 2023. 
Su traducción de la novela Kairos de Jenny Erpenbeck le valió el Premio Booker Internacional en 2024. 

## Ensayos
Maria Tumarkin describe las reseñas de Hofmann como «magistrales» y «desgarradoras». 

### Traducciones
- Tucholsky, Kurt (1985). Castle Gripsholm: A Summer Story (Michael Hofmann, trad.). London: Chatto and Windus. ISBN 978-0-7011-2993-4.
- Wenders, Wim (1989). Emotion Pictures: Reflections on the Cinema (Michael Hofmann, trad.). London: Faber and Faber. ISBN 978-0-571-15272-8.
- Wenders, Wim (1992). The Logic of Images: Essays and Conversations (Michael Hofmann, trad.). London: Faber and Faber. ISBN 978-0-571-16517-9.
- Koeppen, Wolfgang (1992). Death in Rome (Michael Hofmann, trad.). London: Granta. ISBN 978-1-86207-589-4.
- Roth, Joseph (1995). The String of Pearls (Michael Hofmann, trad.). London: Granta. ISBN 978-1-86207-087-5.
- Hofmann, Gert (1995). The Film Explainer (Michael Hofmann, trad.). Evanston: Northwestern University Press. ISBN 978-0-8101-1293-3.
- Süskind, Patrick (1997). The Double Bass (Michael Hofmann, trad.). London: Bloomsbury. ISBN 978-0-7011-2993-4.
- Süskind, Patrick (13 de octubre de 2023). The Story of Mr Sommer (Michael Hofmann, trad.). London: Fox, Finch & Tepper. ISBN 978-0-99-304672-8.
- Kafka, Franz (1996). The Man Who Disappeared (Amerika) (Michael Hofmann, trad.). London: Penguin. ISBN 978-0-140-18621-5.
- Müller, Herta (1998). The Land of Green Plums (Michael Hofmann, trad.). London: Granta. ISBN 978-1-86207-260-2.
- Roth, Joseph (1999). Rebellion (Michael Hofmann, trad.). London: Picador. ISBN 978-0-312-26383-6.
- Koeppen, Wolfgang (2002). The Hothouse (Michael Hofmann, trad.). London: Granta. ISBN 978-1862075092.
- Stamm, Peter (2002). Agnes (Michael Hofmann, trad.). London: Bloomsbury. ISBN 978-0-747-54752-5.
- Jungk, Peter Stephan (2002). The Snowflake Constant (Michael Hofmann, trad.). London: Faber and Faber. ISBN 978-0-571-20182-2.
- Koeppen, Wolfgang (2003. A Sad Affair. Norton.
- Roth, Joseph (2003). Radetzky March (Michael Hofmann, trad.). London: Granta. ISBN 978-1-86207-605-1.
- Jungk, Peter Stephan (2004). The Perfect American (Michael Hofmann, trad.). New York, NY: Handsel Books. ISBN 978-1-59051-115-2.
- Jünger, Ernst (2004). Storm of Steel (Michael Hofmann, trad.). London: Penguin Classics. ISBN 978-0-14-243790-2.
- Hofmann, Gert (2004). Lichtenberg and the Little Flower Girl (Michael Hofmann, trad.). New York, NY: New Directions Publishers. ISBN 978-0-8112-1568-8.
- Ledig, Gert (2004). The Stalin Organ (Michael Hofmann, trad.). London: Granta. ISBN 978-1-862-07652-5.
- Grünbein, Durs (2006). Ashes for Breakfast: Selected Poems (Michael Hofmann, trad.). New York, NY: Farrar, Straus and Giroux. ISBN 978-0-374-53013-6.
- Bernhard, Thomas (2006). Frost (Michael Hofmann, trad.). New York, NY: Knopf. ISBN 978-1-400-04066-7.
- Stamm, Peter (2006). Unformed Landscape (Michael Hofmann, trad.). New York, NY: Handsel Books. ISBN 978-1-590-51226-5.
- Kafka, Franz (2006). The Zürau Aphorisms (Michael Hofmann, trad.). New York, NY: Schocken. ISBN 978-0-8052-1207-5.
- Stamm, Peter (2008). In Strange Gardens and other stories (Michael Hofmann, trad.). New York, NY: Other Press. ISBN 978-1-590-51169-5.
- Kafka, Franz (2007). Metamorphosis and other stories (Michael Hofmann, trad.). New York, NY: Penguin Classics. ISBN 978-0-14-310524-4.
- Wander, Fred (2007). The Seventh Well (Michael Hofmann, trad.). New York, NY: W. W. Norton & Company. ISBN 978-0-393-06538-1.
- Keun, Irmgard (2008). Child of All Nations (Michael Hofmann, trad.). London: Penguin Classics. ISBN 978-0-713-99907-5.
- Stamm, Peter (2008). On a Day Like This (Michael Hofmann, trad.). New York, NY: Other Press. ISBN 978-1-590-51279-1.
- Fallada, Hans (2009). Every Man Dies Alone (Michael Hofmann, trad.). New York, NY: Melville House. ISBN 978-1-933633-63-3.
- Canetti, Elias (2010). Party in the Blitz (Michael Hofmann, trad.). New York, NY: New Directions.
- Roth, Joseph (2011). The Leviathan (Michael Hofmann, trad.). New York, NY: New Directions.
- Roth, Joseph (2012). Joseph Roth: A Life in Letters (Michael Hofmann, trad.). New York, NY: W. W. Norton & Company. ISBN 978-0-393-32379-5.
- Benn, Gottfried (2013). Impromptus: Selected Poems and Some Prose (Michael Hofmann, trad.). New York, NY: Farrar, Straus and Giroux. ISBN 978-0-374-17537-5.
- Roth, Joseph (2013). The Emperor's Tomb (Michael Hofmann, trad.). New York, NY: New Directions.
- Roth, Joseph (2015). The Hotel Years (Michael Hofmann, trad.). New York, NY: New Directions.
- Kafka, Franz (2017). Investigations of a Dog & Other Creatures (Michael Hofmann, trad.). New York, NY: New Directions.
- Döblin, Alfred (2018). Berlin Alexanderplatz (Michael Hofmann, trad.). New York, NY: New York Review Books.
- Kleist, Heinrich von (2020). Michael Kohlhaas (Michael Hofmann, trad.). New York, NY: New Directions.
- Koeppen, Wolfgang (2020). Pigeons on the Grass (Michael Hofmann, trad.). New York, NY: New Directions.
- Kafka, Franz (2020). The Lost Writings (Michael Hofmann, trad.). New York, NY: New Directions.
- Erpenbeck, Jenny (2023). Kairos (Michael Hofmann, trad.). London: Granta. ISBN 978-1-783-78612-1.

### Editor
- Hofmann, Michael; Lasdun, James, eds. (1994), After Ovid: new metamorphoses, New York, NY: Farrar, Straus and Giroux, ISBN 978-0-374-52478-4.
- Hofmann, Michael, ed. (2001), Robert Lowell, London: Faber and Faber, ISBN 978-0-571-23040-2.
- Hofmann, Michael, ed. (2005), The Faber Book of 20th Century German Poems, London: Faber and Faber, ISBN 978-0-571-19703-3.
- Hofmann, Michael, ed. (2006), Twentieth-Century German Poetry: an anthology, New York, NY: Farrar, Straus and Giroux, ISBN 978-0-374-10535-8.